# Élections municipales de 2011 à Chicago

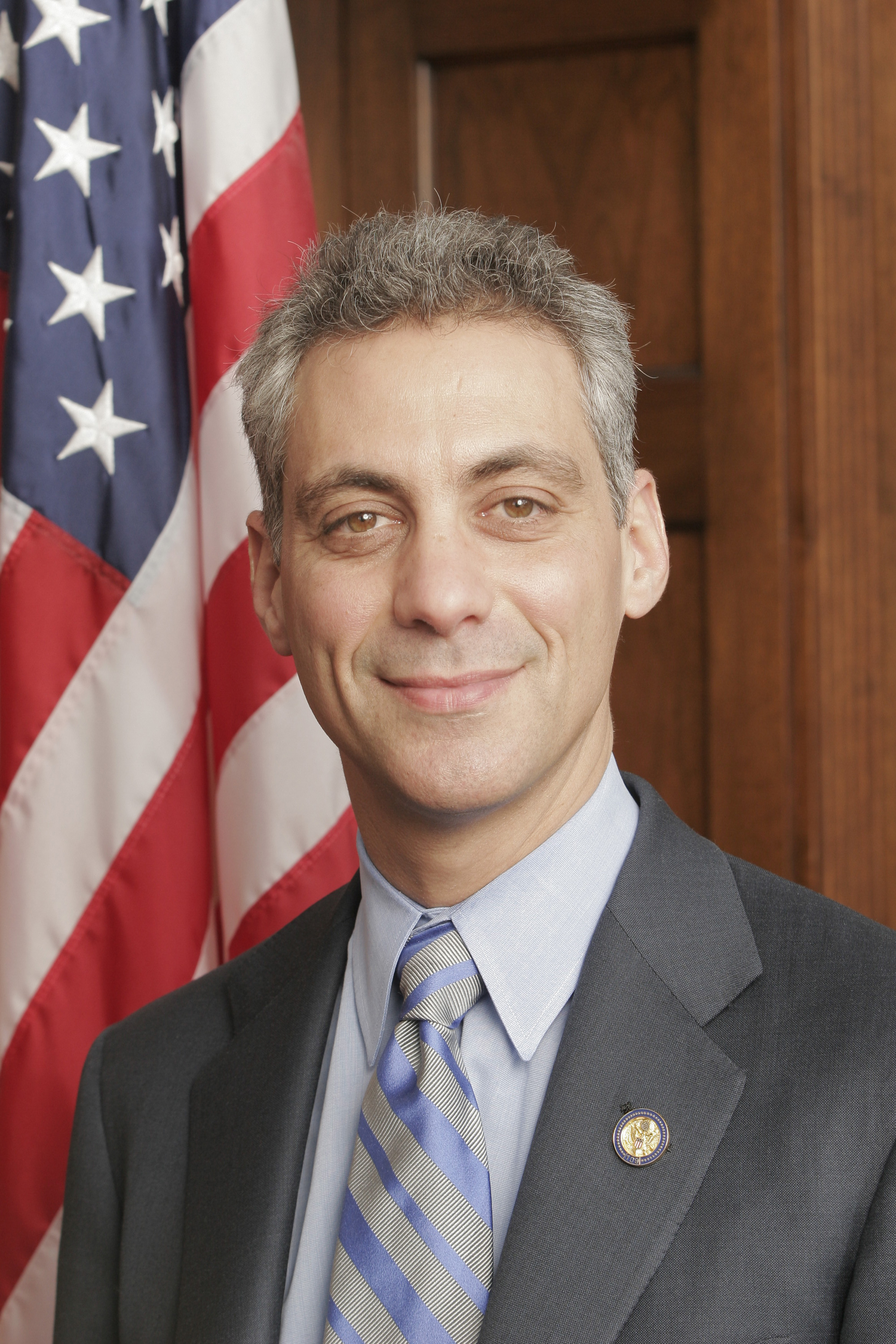
Rahm Emanuel, est devenu le 16 mai 2011 le 55e maire de Chicago.

Les élections municipales de 2011 à Chicago ont permis d'élire les conseillers municipaux (Alderman ou Alderwoman), le greffier (Clerk), le trésorier (Treasurer) et le maire de la ville (Mayor). Le scrutin s'est déroulé le 22 février 2011.

## Mairie
Richard M. Daley, maire de Chicago depuis 1989, avait annoncé en octobre 2010 qu'il ne se représenterait pas. 

### Candidats
Six candidats figuraient sur les bulletins du scrutin du 22 février : 
- Rahm Emanuel, ancien chef de cabinet de la Maison Blanche et ancien représentant fédéral de l'Illinois (Site de campagne)
- Carol Moseley-Braun, ancienne sénatrice des États-Unis et ancien ambassadeur américain en Nouvelle-Zélande (Site de campagne)
- Gery Chico, ancien chef de cabinet du maire Richard M. Daley, ancien président des City Colleges de Chicago et candidat à l'investiture démocrate de 2004 pour le sénat américain (Site de campagne)
- Miguel Del Valle, actuel greffier de Chicago (élu en 2007) et ancien sénateur du Sénat de l'Illinois (Site de campagne)
- Patricia Van Pelt-Watkins, administrateur d'organisation caritative
- William « Dock » Walls, militant communautaire et ancien assistant du maire Harold Washington

### Candidats ayant renoncé ou ayant été exclus
20 candidats déposèrent des pétitions de soutien pour pouvoir se présenter en novembre 2010. Lors du premier examen de ces pétitions, par le Chicago Board of Election Commissioners (bureau de Chicago des commissaires électoraux), 3 candidats, Ryan Graves, M. Tricia Lee et Jay Stone furent exclus du scrutin pour nombre de signatures insuffisant ou signatures doubles. Ron Halpin, homme d'affaires et soutien de Rahm Emanuel se retira le même jour,  Tom Hanson fut exclu par le  Chicago Board of Election Commissioners le 13 décembre mais fit appel de cette décision devant les tribunaux qui lui permirent de se présenter le 3 janvier 2011. L'ancien sénateur de l'Illinois Roland Burris  se retira de la course le 17 décembre.  James Meek, sénateur du sénat de l'Illinois se retira le 23 décembre, dernier jour pour ne pas figurer sur les bulletins de vote. Le courtier immobilier John Hu fut exclu du scrutin par le Chicago Board of Election Commissioners le 29 décembre.  Danny K. Davis, actuel représentant fédéral de l'Illinois, fut brièvement candidat avant de se retirer le 31 décembre 2010 pour soutenir Carol Moseley Braun et avoir une candidature afro-américaine unifiée. Le chef de la congrégation des assemblées de Dieu Wilfredo De Jesús se retira de la course le 7 janvier 2011 et apporta son soutien à Gery Chico. Le 11 janvier 2011, Le Chicago Board of Election Commissioners exclut encore 3 candidats supplémentaires et finalisa la liste de six candidats.

### Résultats
| Parti / Affiliation | Parti / Affiliation | Candidats                 | Voix    | %     |
| ------------------- | ------------------- | ------------------------- | ------- | ----- |
|                     | Non-partisan        | Rahm Emanuel              | 321 773 | 55,24 |
|                     | Non-partisan        | Gery Chico                | 139 635 | 23,97 |
|                     | Non-partisan        | Miguel Del Valle          | 54 081  | 9,28  |
|                     | Non-partisan        | Carol Moseley-Braun       | 52 180  | 8,96  |
|                     | Non-partisan        | Patricia Van Pelt-Watkins | 9 561   | 1,64  |
|                     | Non-partisan        | Dock Walls                | 5 264   | 0,90  |

## Greffier de Chicago

### Résultats
| Parti / Affiliation | Parti / Affiliation | Candidats       | Voix    | %     |
| ------------------- | ------------------- | --------------- | ------- | ----- |
|                     | Non-partisan        | Susana Mendoza  | 246,978 | 60.53 |
|                     | Non-partisan        | Patricia Horton | 161,069 | 39.47 |

## Trésorier de Chicago

### Candidats
| Parti / Affiliation | Parti / Affiliation | Candidats       | Voix    | %     |
| ------------------- | ------------------- | --------------- | ------- | ----- |
|                     | Non-partisan        | Stephanie Neely | 479,919 | 99.98 |